# 化学术语词汇表
本化学术语表列出了与化学相关的术语和定义，包括化学定律、图表和公式、实验室工具、玻璃器皿和设备。化学是一门物理科学，研究物质的组成、结构和性质，以及物质在化学反应中发生的变化；它具有广泛的词汇量和大量的特定术语。部分术语与其他学科有交叉。
注意：所有周期表引用均指周期表的IUPAC样式。  本词汇表按照汉语拼音字母排列。

## A
- 阿伏伽德罗定律——物理定律
- 阿伏伽德罗常数——描述物質粒子數的一個常數
- 阿伦尼乌斯方程
- 锕系——15種放射性元素的統稱
- 氨——氮与氢的化合物；化学式NH3
- 氨基——化學分子
- 氨基酸——生物學上重要的有機化合物
- 铵——阳离子（铵根）
- 胺——化學分子

## B
- 爆炸物——反應性物質，含有大量能產生爆炸的勢能
- 苯——有機化合物
- 苯环——有機化合物
- 表征 (化学)
- 玻意耳定律——實驗氣體定律
- 布拉格定律——波动学的基本公式
- 布朗运动

## C
- 查理定律
- 超纯水
- 超重水——化合物
- 潮解
- 沉淀
- 纯净物
- 醇——有機物機團之一
- 催化——催化剂作用下，化学反应速度增加的现象、过程
- 催化剂——能改變化學反應速率，且其本身在參加反應前後保持不變的物質

## D
- 单原子分子
- 氮——原子序為7的化學元素
- 道尔顿分压定律
- 德拜模型
- 滴定
- 滴定管
- 滴度
- 滴管——實驗室器具
- 电池——供电设备
- 电化学——化學分支領域
- 电子式
- 多环芳烃
- 惰性气体——元素類型

## E
- 蒽——多环芳香烃
- 二茂铁——一种化合物
- 二氧化碳——無機化合物

## F
- 法拉第常数
- 法拉第电解定律
- 反应——導致化學物質相互轉化的過程
- 放射性
- 菲克定律
- 分压
- 分子——自然科学概念
- 分子轨道
- 分子量
- 分子式
- 酚——化学化合物
- 酚酞——化合物
- 丰度
- 富勒烯——碳的同素異形體
- 非活性氣體

## G
- 钙——原子序數為20的化學元素
- 盖斯定律——反应热的推导理论
- 盖-吕萨克定律
- 甘油——糖醇
- 坩埚
- 汞——原子序数为80的化学元素
- 共价键——化學鍵
- 官能团——決定有機化合物的化學性質的原子和原子團
- 光化学
- 光解
- 过滤——依靠过滤装置根据颗粒特性分离悬浮在流体中的成分

## H
- 焓——能量参数
- 毫米汞柱——一种压力度量单位
- 合金——由兩種以上元素，並且至少包含一種金屬元素所組成，具有金屬特性的物質
- 痕量
- 亨利定律
- 侯氏制碱法
- 化工流程
- 化合物——兩個或兩個以上不同的化學元素組成的純化學物質
- 化学——研究物質的性質、組成、結構、變化，以及物質變化規律的科學
- 化学反应——導致化學物質相互轉化的過程
- 化学工程——化學及工程學分支領域
- 化学键
- 化学能——一些需要經由化學反應釋放出來的能量
- 化学实验——科学操作
- 化学式
- 化学势——概念
- 还原反应——元素氧化数变化的化学反应
- 活泼
- 活性炭

## J
- 基团
- 吉布斯自由能——化学概念
- 极性共价键——共用电子对不向任何一方偏转
- 加成反应
- 甲基——和甲烷对应的疏水性烷基官能团
- 碱——鹼金屬或鹼土金屬化學元素的鹼性離子鹽
- 碱金属
- 碱式滴定管
- 碱土金属——IIA族
- 降解
- 焦耳——國際單位制的能量、功、熱量單位
- 结晶——结晶应用
- 金——原子序數為79的化學元素
- 金属
- 晶体
- 晶格
- 酒精灯——加熱儀器

## K
- 卡路里——能量单位
- 开尔文——國際單位制中量度温度的基本單位
- 矿物——天然形成的结晶状纯净物，单质或化合物
- 矿物学

## L
- 拉乌尔定律
- 镧系——第57號元素鑭到71號元素鑥15種元素的統稱
- 勒夏特列原理——应用广泛的化学原理
- 离子
- 离子积
- 离子键
- 量杯
- 量筒
- 裂解
- 磷——原子序為15的化學元素
- 硫——原子序为16的化学元素
- 硫酸——一種密度大、無色、油狀、帶腐蝕性的液態無機化合物
- 卤素——元素类型
- 卤代烃——有机化合物
- 卤化物
- 络合物——含有配位單元的化合物

## M
- 醚——有機化合物
- 明矾——一种常见的由硫酸铝和硫酸钾形成的含结晶水的复盐
- 摩尔——物质的量的国际单位
- 摩尔质量

## N
- 纳米材料
- 萘
- 能斯特定律——熵零理論

## O
- 偶极子

## P
- 配合物——含有配位單元的化合物
- 配位键
- pH值——测定水溶液的酸度或碱度
- 平衡常数——描述化学反应平衡的比值

## Q
- 气体——物态之一
- 羟基
- 强酸
- 氢——原子序为1的化学元素
- 氢化物
- 氢氧根
- 巯基
- 取代反应——有機化學反應
- 醛
- 炔烃——一類有機化合物

## R
- 燃点
- 溶剂
- 溶解——形成溶液的过程
- 溶解度
- 溶质——然後就什麼都沒有了
- 熔融
- 软水
- 弱酸

## S
- 闪点
- 熵——热力学概念
- 烧杯
- 生物化学——學科
- 石灰——有鈣的非有機礦物
- 石灰岩——由碳酸鈣組成的沉積岩化學物質
- 石棉
- 石墨
- 石墨烯——碳的二維晶體結構
- 石蕊试液——一种酸碱指示剂
- 食盐——用作食品成分和营养素的氯化钠（NaCl）
- 双键
- 双原子分子
- 水——無機化合物
- 水解
- 苏打——化合物
- 酸——化合物大類
- 酸度系数
- 酸碱性——测定水溶液的酸度或碱度
- 酸式滴定管
- 酸洗
- 酸雨

## T
- 碳——原子序為6的化學元素
- 羰基
- 糖——碳水化合物
- 酮——有机化合物
- 托（单位）
- 脱水性——消除反应的一类

## W
- 烷烃——主要由碳、氫、碳－碳單鍵與碳氫單鍵構成的飽和烴
- 微塑料
- 无机化学
- 无机物——缺乏碳氫鍵的化合物
- 物质的量——物质粒子的数量

## X
- 吸水性
- 稀土——元素周期表ⅢB族中原子序数为21、39和57～71的17种化学元素的总称
- 稀有金属
- 稀有气体——元素類型
- 烯烃——含有碳-碳双键的不饱和碳氢化合物
- 酰
- 相平衡——公式
- 相态——物质材料中具有相同成分、结构和性质并以界面互相分开的各个均匀的组成部分
- 相图
- 硝石
- 硝酸——具有強氧化性的化合物
- 小苏打——小苏打
- 辛烷

## Y
- 烟点
- 盐
- 盐酸——氯化氫的水溶液
- 焰色反应
- 阳离子
- 氧——化学元素，元素符号O，原子序数8，为典型的非金属元素
- 氧化——元素氧化数变化的化学反应
- 氧化物
- 氧化还原反应——元素氧化数变化的化学反应
- 移液器——医疗用具
- 乙基
- 阴离子
- 银——原子序數為47的化學元素
- 萤石
- 硬水
- 游离态
- 有机化学——研究有机化合物及有机物质的结构、性质、反应的学科，是化学中极重要的一个分支领域
- 有机物——含碳元素的化合物
- 元素——組成世界的物質
- 元素周期表——根據原子序數從小至大排序的化學元素列表
- 原子——化學性質的最小單位
- 原子核
- 原子量
- 原子序数——原子核內質子的數量

## Z
- 杂化轨道
- 杂环
- 皂化反应
- 蒸馏——一种分离提纯物质的方法
- 酯——由與醚鍵相鄰的羰基組成的化合物
- 酯化反应
- 质量守恒定律——科學定律
- 置换反应
- 中和反应
- 重金属
- 重水——化合物
- 重元素——英语：Heavy element
- 自燃
- 自由基——化学概念
- 族